# IC 3032
IC 3032 је елиптична галаксија у сазвјежђу Береникина коса која се налази на листи објеката дубоког неба у Индекс каталогу.
Деклинација објекта је + 14° 16' 31" а ректасцензија 12h 11m 7,8s. Привидна величина (магнитуда) објекта IC 3032 износи 13,8 а фотографска магнитуда 14,8. IC 3032 је још познат и под ознакама MCG 3-31-59, CGCG 98-83, VCC 33, PGC 38800.